# Manifestations de 2020-2021 en Thaïlande
Les manifestations de 2020-2021 en Thaïlande ont commencé en février 2020, à la suite de la dissolution du Parti du nouvel avenir (PAM). Ces manifestations protestaient contre le gouvernement du Premier ministre Prayut Chan-o-cha, avant de s'étendre à des demandes de réforme de la monarchie thaïlandaise. 

## Déroulement
La première vague de protestations s'est déroulée exclusivement sur les campus universitaires et a été interrompue par la pandémie de Covid-19. Les protestations ont repris le 18 juillet 2020 avec une grande manifestation organisée sous l'égide du Free Youth Movement au Monument de la démocratie à Bangkok.
Le 16 août, une manifestation regroupe environ 10 000 personnes à Bangkok, demandant notamment une réforme de la monarchie, brisant ainsi un important interdit,. Rama X est en parallèle très critiqué par son train de vie dissolu (comme s'enfermer dans un hôtel de luxe avec un harem en Bavière durant le confinement), sa fortune ou par le rétablissement du crime de lèse majesté,.
Le 19 septembre, un rassemblement a réuni entre 20 000 et 100 000 manifestants. À la suite des manifestations du 14 octobre, l'état d'urgence a été déclaré à Bangkok du 15 au 22 octobre,.
En novembre, le Parlement a voté l'adoption de deux projets de loi de modification de la Constitution. Les affrontements entre les manifestants, la police et les royalistes se sont multipliés et ont fait de nombreux blessés. Les manifestations de 2021 ont été plus sporadiques que celles de l'année précédente, des manifestants de premier plan ayant été inculpés et la police ayant eu recours à des tactiques plus sévères. Un manifestant est mort en octobre 2021. En novembre 2021, la Cour constitutionnelle a jugé que les demandes de réforme de la monarchie thaïlandaise étaient inconstitutionnelles et a ordonné la fin de tous les mouvements. 
Fin 2021, les figures de proue sont toutes détenues dans l'attente d'un procès dans le cadre d'une série de détentions et de libérations, certaines ayant été emprisonnées pendant plus de 200 jours depuis 2020.